# Adoberia Martí Enrich
L'Adoberia Martí Enrich és un edifici del municipi d'Igualada, a l'Anoia, que forma part de l'Inventari del Patrimoni Arquitectònic de Catalunya.

## Descripció
És una construcció industrial de la segona etapa del modernisme construït amb pedra i totxo cuit que remarca totes les obertures de l'edifici creant un ritme compositiu ple de dinamisme mitjançant les alternances d'entrants i sortints als marcs de finestres i portes.. la façana queda dividida en tres franges horitzontals, si bé la superior es redueix notablement a la part central per acabar amb un frontó triangular que a manera d'arc de triomf tanca el conjunt.